# 1914 (гурт)
1914 — львівський блек-дез-метал гурт, заснований Дмитром Кумаром у 2014 році.

## Історія
Колектив заснував Дмитро «Кумар» Тернущак разом із учасниками відомих гуртів: басист — з Ambivalence, гітарист був учасником Skinhate. Хоча не всі учасники 1914 до того були знайомі, однак хлопці були зацікавлені грати таку музику, яку пропонував Кумар.
Влітку 2015 року трек «Caught In The Crossfire» увійшов до британської збірки «Helvete 4: Disciples Of Hate».
І можливо, саме закордоном хлопці видали б дебютник, адже перша пропозиція їм надійшла з Франції — вже навіть велись переговори. Але українська «Archaic Sound» запропонувала більш вигідні умови.
Більшість треків розпочинаються чи закінчуються звуками Великої війни: мотиваційними промовами воєначальників, ревом бою, зловісним гулом дирижаблів над Лондоном. До речі, про них в «Zeppelin Raids» розповідає стара англійка, яка пережила одну з перших авіаатак на рідне місто.
Для самого Кумара важливою знахідкою є виступ Кемаля Ататюрка, який можна почути в «Ottoman Rise». Серед десятка треків альбому «Eschatology of War» два («War in» та «War out») є оригінальними маршами Великої війни, що стали intro та outro альбому. 1914 має запрошення на фести в Франції, Чехії, рецензії на сайтах, ротація «Zeppelin Raids» на лондонських радіостанціях.

## Склад гурту
- Rusty Potoplacht — ударні
- Vitalis Winkelhock — гітара
- Armen Bleckley — бас-гітара
- Liam Fissen — гітара
- John B. Kumar — вокал

## Колишні учасники
- Serge Russell — ударні
- Andrew Knifeman — гітара
- Basil Lagenndorf — гітара

## Дискографія

### Студійні альбоми
- 2015 — Eschatology of War
- 2018 — The Blind Leading the Blind
- 2021 — Where Fear and Weapons Meet

### Сингли
- 2014 —
  - «Frozen in Trenches (Christmas Truce)»
  - «Caught in the Crossfire»
- 2015 — «Zeppelin Raids»
- 2017 — Stoßtrupp 1917
- 2021 —
  - «…and a Cross Now Marks His Place»
  - «Pillars of Fire (The Battle of Messines)»
- 2022 — «Flammenwerfer vor!»
- 2025 — «Invaders Must Die»

### Інші альбоми
- 2016: Ich hatt einen Kameraden (спліт)
- 2016: Eschatology of War / Für Kaiser, Volk und Vaterland
- 2016: Für Kaiser, Volk und Vaterland! (ЕР)
- 2022: Live@Electric Meadow 2015 (Live Album)